# Antigua és Barbuda zászlaja
Antigua és Barbuda zászlaja Antigua és Barbuda egyik nemzeti jelképe.
A zászlót egy iskolai tanár, Reginald Samuels tervezte. 1967. február 27-én lett az állam jelképe. A felkelő nap egy új kor kezdetét jelképezi. A nap előtti kék sáv és fehér háromszög a tenger és a homokos tengerpart. Ezen kívül a kék a reményre is utal, a piros az energia, a fekete az afrikai kontinens színe.
Az állami lobogón – amely a nemzeti parti őrség által használt lobogó is egyben – fehér alapon vörös Szent György kereszt, a felsőszögben a nemzeti zászló található.

Barbuda szigetének zászlaja